# Dictionnaire Ouchakov
Le Dictionnaire Ouchakov ou Dictionnaire raisonné de la langue russe rédigé par Dmitri Nikolaïevitch Ouchakov est un des principaux dictionnaires explicatifs de la langue russe.
Rédigé et édité avec la participation de l'auteur D. N. Ouchakov entre 1935 et 1940,
le Dictionnaire raisonné de la langue russe contient plus de 90 000 articles et est conçu pour une large gamme de lecteurs.

## Histoire de la création
Le classicisme sous Staline, comme tout classicisme avait besoin d'un nivellement, d'une unification et d'une standardisation à la suite de la perturbations des éléments de la langue due à la révolution. Dans ce contexte, le gouvernement a édicté un arrêté destiné à « stabiliser les normes de la langue littéraire russe » et par la voie de la création de « matériel didactique qui aiderait le lecteur à être éclairé sur les normes lexicologiques, grammaticales et de prononciation de la langue russe ». Vladimir Ilitch Lénine avait déjà démontré la nécessité d'un :« Petit Larousse pour la langue russe. Illustré, moderne, avec la nouvelle orthographe ».
Les travaux de supervision des quatre tomes du Dictionnaire raisonné de la langue russe ont été menés par D. N. Ouchakov de 1934 à 1940. Mais ont pris part à ceux-ci des scientifiques tels que Victor Vinogradov (ru), Grigori Vinokour (ru), Boris Larine (ru), Sergueï Ojegov (ru), Boris Tomachevski. Le nouveau dictionnaire a comblé un écart important dans le développement de la langue russe du premier tiers du XXe siècle à un moment fort perturbé de son existence. Au moment où les travaux ont été entrepris, Ouchakov était connu pour ses travaux sur la linguistique, ainsi que sur la dialectologie, l'orthographe, l'orthoépie, la lexicographie et l'histoire de la langue russe.

## Signification
« En se basant sur la riche tradition de la lexicologie russe, les rédacteurs du dictionnaire ont développé des principes rationnels de sélection du vocabulaire, de définitions des mots, et présentent un vaste système de notes stylistiques permettant de déterminer la pertinence d'un mot dans différentes situations d'expression verbale », constate Kirill Gorbatchevitch (ru), docteur en philologie de l'Académie des sciences de Russie.

## Édition
- Grigori Vinokour/Винокур, Григорий Осипович, Boris Larine /Ларин, Борис Александрович, Sergueï Ojegov /Ожегов, Сергей Иванович, Boris Tamachevski/Томашевский, Борис Викторович et Dmitri Ouchakov/Ушаков, Дмитрий Николаевич, Dictionnaire raisonné de la langue russe : en 4 tomes., М., Institut de l'État  « Encyclopédie soviétique »; ОГИЗ (т. 1); Édition de l'État des dictionnaires nationaux et étrangers (т. 2-4),‎ 1935—1940 (2-е édition sortie en 1947—1948.) Le dictionnaire contenait 85 289 mots.
- D. N. Ouchakov /проф. Ушаков Д. Н., Dictionnaire orthographique de la langue russe, М., Учпедгиз,‎ 1937, 162 p.